# فريدريك جورج باين
وهو سياسي أمريكي ينتمي إلى الحزب الجمهوري ولد فريدريك جورج باين في 24 تموز من سنة 1904 في ولاية مين الأمريكية كان باين حاكما على ولاية مين ما بين الأعوام 1949 إلى عام 1952 كما كان عضوا في مجلس الشيوخ الأمريكي ما بين الأعوام 1953 إلى عام 1959 توفي فريديرك جورج باين في 15 حزيران من سنة 1978 في ولاية مين الأمريكية.